# Amyema cercidioides
Amyema cercidioides är en tvåhjärtbladig växtart som beskrevs av Danser. Amyema cercidioides ingår i släktet Amyema och familjen Loranthaceae. Inga underarter finns listade i Catalogue of Life.